# Dödsstraff i Frankrike

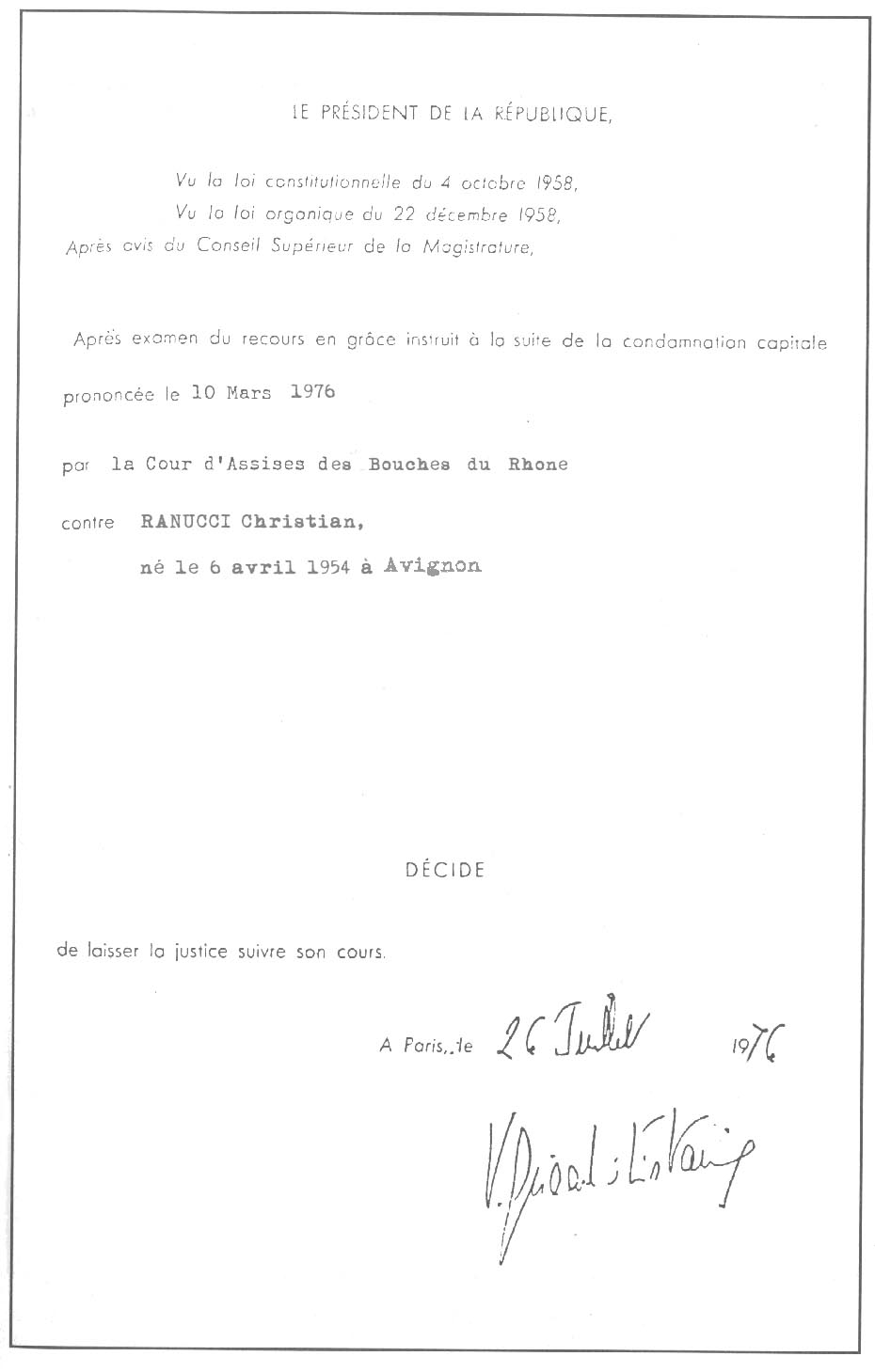
Nådeansökan för Christian Ranucci, signerad av president Valéry Giscard d'Estaing den 26 juli 1976 med orden "rättvisan måste ha sin gång", d.v.s. avslag. Ranucci giljotinerades i gryningen på Baumettefängelsets fängelsegård den 28 juli, klockan 4.13. Avrättningar i Frankrike följde som regel timmar eller högst dagar efter att nådeansökan avslagits, kutym var att fången meddelades om beslutet vid väckning avrättningsdagen. Giscard d'Estaing valdes till president 1974 under förevändningen att han motsatte sig dödsstraffet, men uttryckte 2010 att han inte led av ånger för avrättningarna av Ranucci, Carrein och Djandoubi, som genomfördes under hans administration.

Dödsstraff har förekommit i Frankrike fram till 1981, då straffet avskaffades på initiativ av François Mitterrands regering. Från 1791 stipulerade kriminallagen att "alla dömda till döden ska ha huvudet avhugget", året innan giljotinen togs i bruk med avrättningen av Nicolas Jacques Pelletier, och metoden blev snart ikonisk för fransk rättvisa. Dödsdömda i militära sammanhang arkebuserades fortsatt fram till 1960-talet, då ett antal OAS-medlemmar, mest beryktat Jean Bastien-Thiry, avrättades genom skjutning för mordförsök mot president Charles de Gaulle.
Under femte republiken (från 1959 till 1977) verkställdes 23 avrättningar, samtliga av män. President de Gaulle benådade samtliga kvinnliga och en majoritet av manliga dödsdömda. Georges Pompidou och Valéry Giscard d'Estaing uttryckte djup kritik mot straffet, men lät det verkställas i tre fall var, där det ansågs föreligga synnerligen graverande skäl och allmänt missnöje mot de dömda. Ett av dessa fall, av Roger Bontems 1972, var djupt kontroversiellt då det var allmänt accepterat att Bontems kamrat Claude Buffet begått de i fallet begångna morden, på två anställda i fängelset Clairvaux. Bontems' advokat, Robert Badinter, blev 1981 justitieminister i regeringen Mitterrand, och framlade hösten samma år en motion om avskaffande av dödsstraffet, som bifölls.
Den siste att avrättas i Frankrike var tunisiern Hamida Djandoubi i Baumettesfängelset i Marseille i september 1977, för tortyrmord på sin exflickvän Elisabeth Bousquet 1974. Bankrånaren och polismördaren Philippe Maurice blev den 28 oktober 1980 den siste vars dödsdom trädde i kraft. Han dömdes till giljotinen för mord på två poliser den 28 oktober 1980 av en jury i Paris, vilken befästes av kassationsdomstolen i mars 1981, men straffet verkställdes aldrig och Maurice benådades tillsammans med alla andra ej avrättade sedan François Mitterrand tillträtt presidentämbetet. Den sista icke ikraftträdande dödsdomen - av en underrätt - utfärdades mot Jean-Michel Marx den 28 september 1981, tio dagar efter lagen godkänts av nationalförsamlingen. Marx' dom var en tredskodom, alltså avkunnad i hans frånvaro, för mordförsök. De sista domarna i den tilltalades närvaro utfärdades den 22 maj mot Patrick Francoise och Jean-Pierre DeClerck, i båda fallen för mord, av underrätterna i Pas-de-Calais och Saint-Omer. Ingen av dessa domar trädde i kraft och blev, med undantag för en som avled innan årets slut, omvandlade till livstids fängelser genom att lagförslaget antogs.